# ماتياس غارسيا
ماتياس غارسيا (بالإسبانية: Ariel Matías García)‏ (22 أكتوبر 1991 ببيل فيل في الأرجنتين - ) هو لاعب كرة قدم أرجنتيني في مركز الوسط. لعب مع جيمناسيا لابلاتا.

## وصلات خارجية
- ماتياس غارسيا على موقع قاعدة بيانات كرة القدم.إي يو (الإنجليزية)
- ماتياس غارسيا على موقع Soccerway.com (الإنجليزية)